# شورای عالی اطلاع‌رسانی
شورای عالی اطلاع‌رسانی یکی از نهادهای حکومتی ایران در زمینهٔ فناوری اطلاعات و ارتباطات بود که در سال ۱۳۷۷ به منظور سیاست‌گذاری در امر اطلاع‌رسانی و هدایت شبکه‌ها و مراکز اطلاعاتی و هماهنگی فعالیت آن‌ها و هم‌چنین تدوین برنامه‌های میان‌مدت و بلندمدت در زمینهٔ تحقیقات بنیادی، توسعه‌ای و کاربردی اطلاع‌رسانی در قالب نظام اطلاع‌رسانی جمهوری اسلامی ایران تصویب و تشکیل شده بود. این شورا در سال ۱۳۹۵ با حکم مستقیم سید علی خامنه‌ای، به شورای عالی فضای مجازی الحاق شد.

## وظایف
1. سیاستگذاری، برنامه‌ریزی، هدایت و حمایت در زمینهٔ تولید، پالایش و مبادلهٔ اطلاعات و نظارت بر امر اطلاع‌رسانی سراسر کشور در چارچوب سیاست‌های کلی نظام در ارتباط با امور فرهنگی، اجتماعی، دینی و اخلاقی
2. تدوین و تصویب اصول نظام جامع (فرهنگی، اجتماعی، دینی و اخلاقی) اطلاع‌رسانی کشور
3. ایجاد شرایط لازم برای تسهیل و تسریع تولید، ذخیره‌سازی، سامان‌دهی، توزیع، گسترش و به‌کارگیری اطلاعات در بخش‌های مختلف فرهنگی، علمی، اجتماعی، دینی و اخلاقی در چارچوب ضوابط مصوب
4. هماهنگ‌کردن فعالیت‌های بخش دولتی و غیردولتی براساس نظام جامع اطلاع‌رسانی در قلمرو امور فرهنگی، اجتماعی، دینی و اخلاقی
5. تدوین و تصویب مفاهیم، تعاریف، مقررات، آیین‌نامه‌ها، قواعد و معیارهای اطلاع‌رسانی مورد نیاز نظام جامع اطلاع‌رسانی کشور
6. تنظیم مقررات فرهنگی، اخلاقی و دینی مربوط به چگونگی بهره‌گیری از شبکه‌های بین‌المللی اطلاع‌رسانی و تصویب آن یا پیشنهاد تصویب به مراجع ذی‌ربط
7. ایجاد هماهنگی در تحقیقات بنیادی و توسعه‌ای و نیز سیاست‌های بهره‌گیری از فناوری‌های نوین اطلاعاتی در قلمرو امور فرهنگی، اجتماعی، دینی و اخلاقی
8. بررسی وضعیت موجود و آینده نگری با استفاده از روش‌های علمی و پژوهشی در قلمرو امور فرهنگی، اجتماعی، دینی و اخلاقی ایجاد زمینه‌های لازم برای اعتلای دانش و فرهنگ عمومی جامعه در زمینه اطلاع‌رسانی
9. ایجاد زمینه‌های لازم برای اعتلای دانش و فرهنگ عمومی جامعه در زمینه اطلاع‌رسانی
10. ارزیابی فعالیت‌های بخش‌های اصلی اطلاع‌رسانی به منظور حصول اطمینان از صحت انطباق فعالیت‌ها با نظام جامع اطلاع‌رسانی
11. داوری نهایی دربارهٔ فعالیت‌های اصلی مراکز اطلاع‌رسانی جهت رفع اختلاف‌های احتمالی میان مراکز در موارد غیر قضایی در قلمرو امور فرهنگی، اجتماعی، دینی و اخلاقی[۱]

## اهداف
در ماده‌های ۱ و ۲ آئین‌نامه شورای عالی انقلاب فرهنگی (مصوب تیر ۱۳۸۴) آمده است: «شورای عالی اطلاع‌رسانی، به منظور سیاستگذاری در امر اطلاع‌رسانی و هدایت شبکه‌ها و مراکز اطلاعاتی و هماهنگی فعالیت آنها و تدوین برنامه‌های میان‌مدت و بلندمدت در زمینه تحقیقات بنیادی، توسعه‌ای و کاربردی اطلاع‌رسانی در قالب نظام اطلاع‌رسانی جمهوری اسلامی ایران، شورای عالی اطلاع‌رسانی تشکیل می‌شود. سیاستگذاری در امر اطلاع‌رسانی در چارچوب سیاستهای کلی نظام در امر اطلاع‌رسانی و با توجه کامل به مصالح دینی، علمی، فرهنگی و اخلاقی نظام انجام خواهد یافت.»

## فعالیت‌ها
دبیرخانه شورای عالی اطلاع‌رسانی در زمینهٔ فناوری اطلاعات و ارتباطات در حیطه‌های زیر مشغول به فعالیت است:
- سیاستگذاری و تدوین اصول نظام جامع اطلاع رسانی
- خط و زبان فارسی در محیط رایانه‌ای (مانند تولید نرم‌افزار ویراستیار)
- دین و اخلاق
- تدوین قوانین و مقررات
- آموزش الکترونیکی
- دولت الکترونیک
- فرهنگ‌سازی و اطلاع‌رسانی
- تسهیلات حمایت از بخش خصوصی
- فعال‌سازی کارگروههای تخصصی

## محصولات
محصولات این سازمان به صورت رایگان ارائه می‌گردند.
- کد منبع آندروید فارسی‌تل[۴]
- نرم‌افزار ارتباط شیعی [۳]
- پیکره متنی قرآن کریم[۳]
- نرم‌افزار ویراستیار[۵]
- فایل نرم‌افزار پورتال [نیازمند منبع]
- نرم‌افزار نظارت والدین بر اینترنت (فیلترینگ خانگی)[نیازمند منبع]
- نرم‌افزار پارسی تک[۳]
- فرهنگ طیفی[۶]
- فونت نیریزی
- فونت نستعلیق
- فونت قرآن طه[۷]
- یکره موازی انگلیسی-فارسی میزان[۸]
- ارائه ۳۹ فونت استاندارد شده فارسی[۹]

## پانوشته‌ها
1. ↑  «نسخه آرشیو شده». بایگانی‌شده از اصلی در ۲۰ فوریه ۲۰۱۳. دریافت‌شده در ۲۲ مه ۲۰۱۳.
2. ↑  «نسخه آرشیو شده». بایگانی‌شده از اصلی در ۱۲ ژوئیه ۲۰۱۴. دریافت‌شده در ۱۲ ژانویه ۲۰۱۴.
3. 1 2 3 4  «انتشار گزارش‌های کارشناسی در وب‌گاه شورای عالی اطلاع‌رسانی». خبرگزاری ایسنا. ۷ اردیبهشت ۱۳۹۴.
4. ↑  http://farsitel.com/fa/downloadcode.html
5. ↑  «نسخه آرشیو شده». بایگانی‌شده از اصلی در ۵ مارس ۲۰۱۱. دریافت‌شده در ۱۴ مه ۲۰۱۲.
6. ↑  «نسخه آرشیو شده». بایگانی‌شده از اصلی در ۲۱ مه ۲۰۱۳. دریافت‌شده در ۲۲ مه ۲۰۱۳.
7. ↑  «نسخه آرشیو شده». بایگانی‌شده از اصلی در ۲۰ فوریه ۲۰۱۳. دریافت‌شده در ۱۴ مه ۲۰۱۲.
8. ↑  «نسخه آرشیو شده». بایگانی‌شده از اصلی در ۲۴ سپتامبر ۲۰۱۵. دریافت‌شده در ۲۲ مه ۲۰۱۳.
9. ↑  http://www.scict.ir/Portal/Home/ShowPage.aspx?Object=News&CategoryID=72ec3b79-8eb2-40bf-8308-4888712e594a&WebPartID=44f4f30f-84f9-48ff-a3a6-7c5be4da31c4&ID=11598936-db75-4615-a9f5-6546fe24d8a3%5Bپیوند+مرده%5D